# Automated Processes, Inc.
Pour les articles homonymes, voir API.

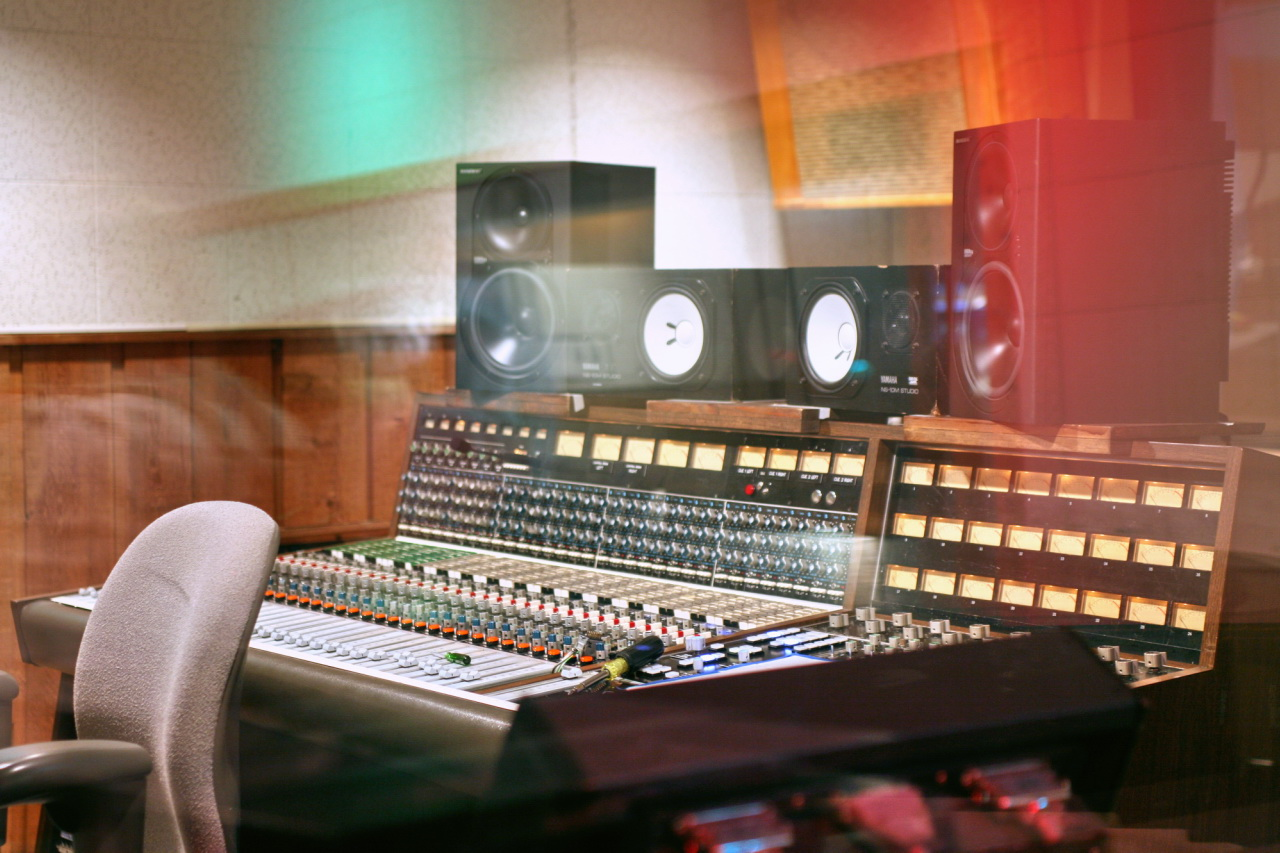
Console API 2098

Automated Processes, Inc. (ou API) est un fabricant et concepteur de matériel pour les studios d'enregistrement, la radio et la télévision.

## Historique
API a été créé en 1968 par Saul Walker. Il y avait à l'origine une quinzaine d'employés. Un des premiers produits était l'équalizer API 550A. Le premier amplificateur produit était le API 2520. En 1969 API est un leader dans le domaine des consoles modulaires. La première console automatisée est sortie en 1973.
Lorsqu'API a fermé ses portes en 1978 il avait plus de 130 employés, et avait construit plus de 700 consoles. En 1985 API est racheté par Paul Wolff, puis par Audio Toys, Inc. en 1999.

## Galerie

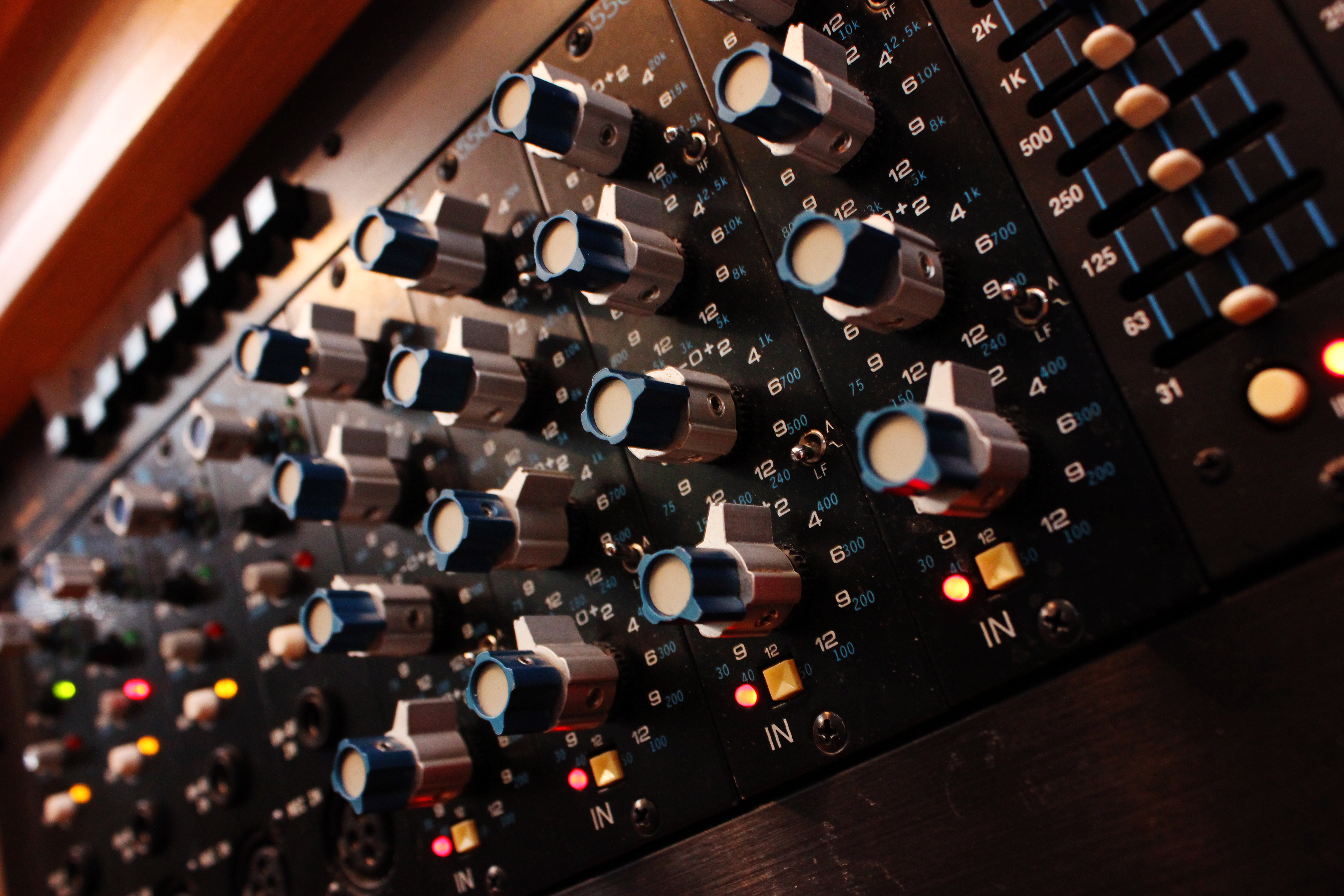
équalizer API 550
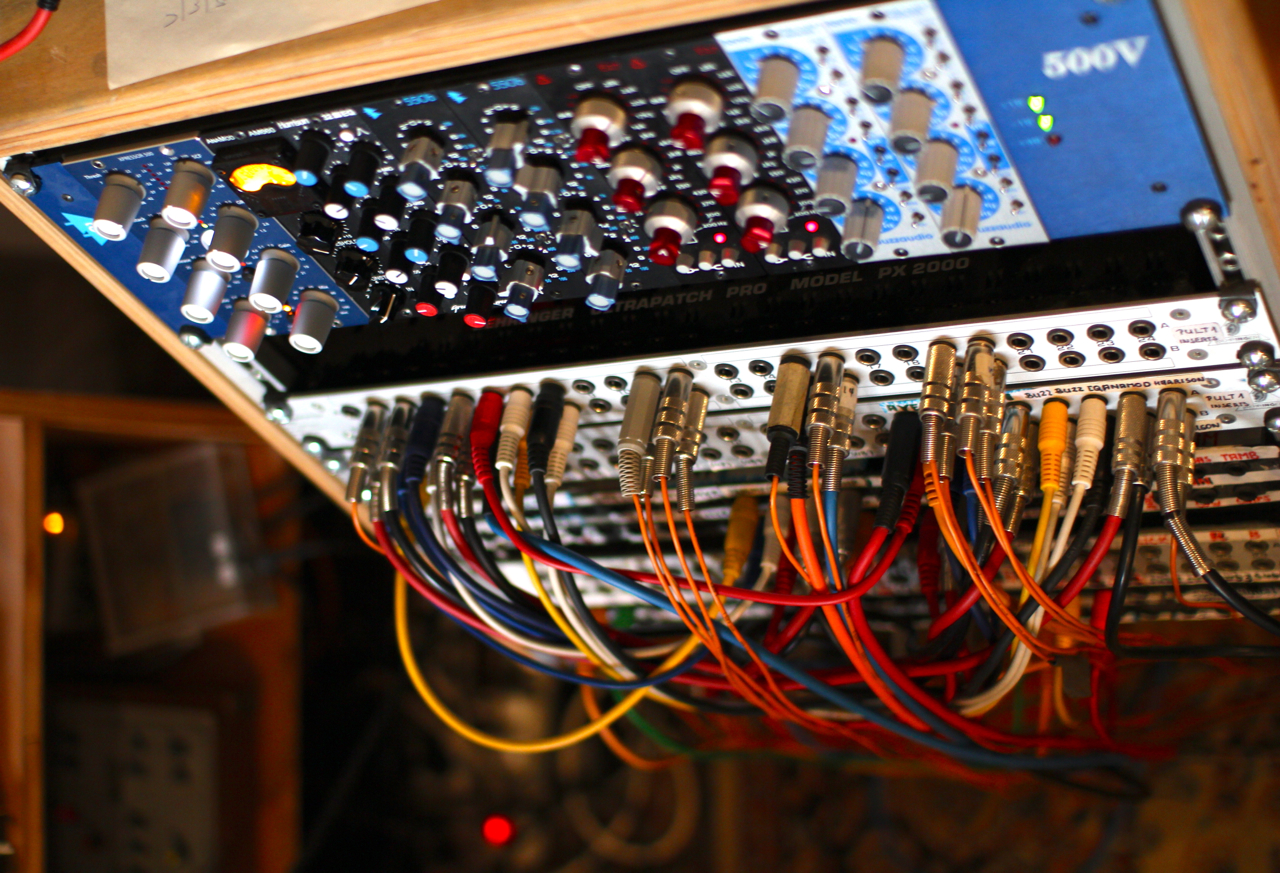
Rack API 500VPR
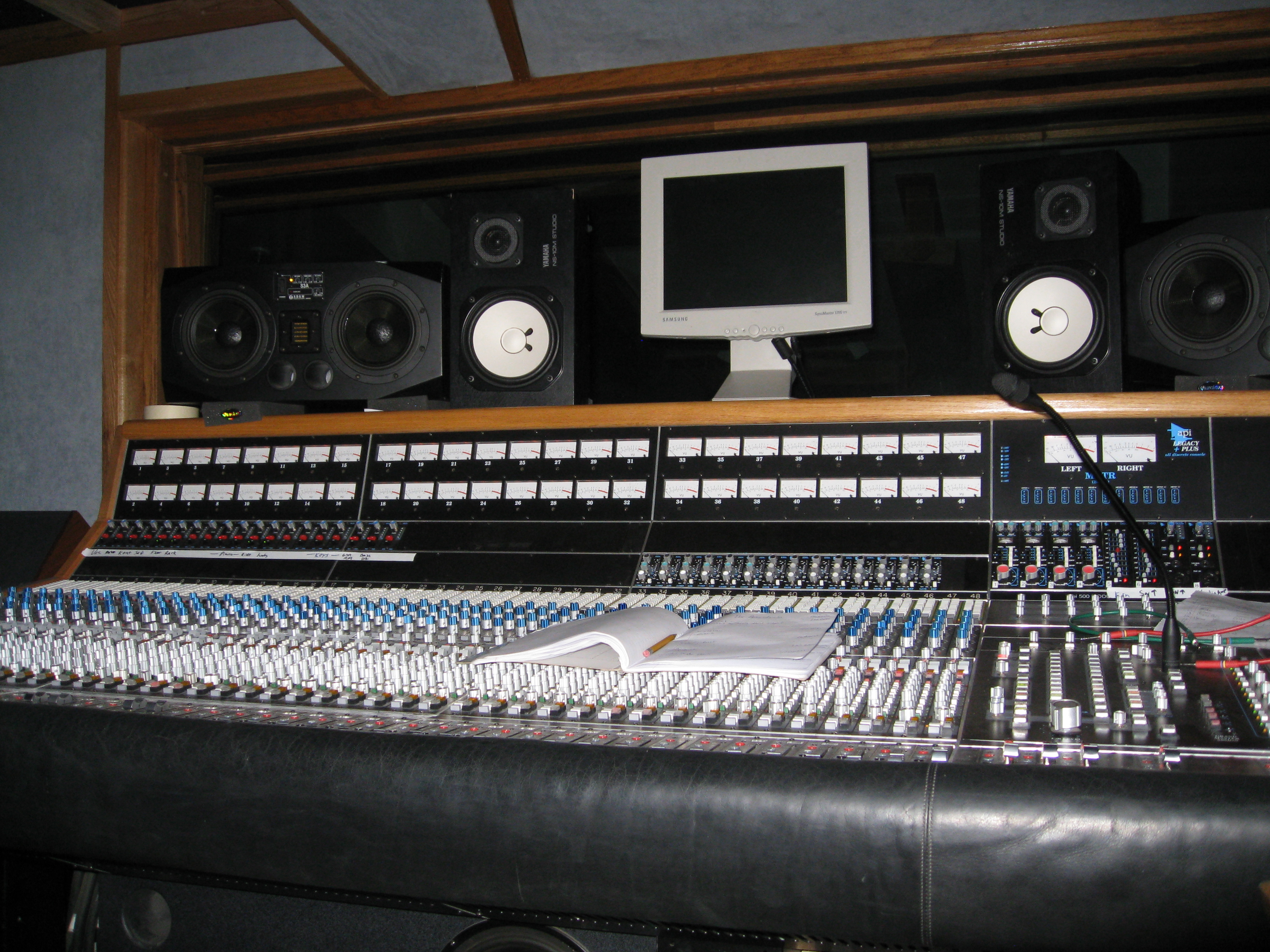
Console API 48 voies